# Charles F. Haanel
Charles Francis Haanel (22 de mayo de 1866 - 27 de noviembre de 1949) fue un escritor y hombre de negocios estadounidense. Es conocido por su contribución al movimiento del Nuevo Pensamiento a través de su obra  The Master Key System.